# José Sadoc Alemany y Conill
José Sadoc Alemany y Conill (Vic, 3 luglio 1814 – Valencia, 14 aprile 1888) è stato un arcivescovo cattolico spagnolo naturalizzato statunitense.

## Biografia
Monsignor José Sadoc Alemany y Conill nacque a Vic, in Catalogna, il 3 luglio 1814. Due dei suoi fratelli sarebbero diventati sacerdoti per la diocesi di Vic, mentre altri due sarebbero diventati come lui frati domenicani.

### Formazione e ministero sacerdotale
Nel 1830 entrò nell'Ordine dei frati predicatori e l'anno successivo emise la professione solenne. Lo stesso anno il suo protetto, il futuro vescovo Patrick Manogue, nacque in Irlanda.
L'11 marzo 1837 fu ordinato presbitero a Viterbo. Studiò al Collegio di San Tommaso a Roma e venne ricevuto in udienza da papa Gregorio XVI. Nel 1840 venne nominato lettore in teologia.
Venne nominato vice maestro dei novizi poco dopo la sua ordinazione e successivamente rettore assistente della basilica di Santa Maria sopra Minerva, essendo impossibile per lui tornare nella natia Spagna a causa della soppressione delle comunità religiose. Fluente nelle lingue spagnola, latina, italiana, francese e inglese, sviluppò un interesse per le attività missionarie del suo ordine, pensando inizialmente di recarsi nelle Filippine per tale lavoro apostolico. Tuttavia, il maestro generale dell'Ordine, padre Angelo Ancarani, lo assegnò alla Provincia di San Giuseppe negli Stati Uniti d'America, i cui centri principali erano il convento di San Giuseppe a Somerset e quello di Santa Rosa a Springfield. Arrivò negli Stati Uniti d'America all'inizio di aprile del 1840 e iniziò un periodo di dieci anni di intenso lavoro, servendo prima a Somerset e poi a Zanesville. Venne mandato a Cuba dal suo provinciale per raccogliere fondi per la chiesa di San Giuseppe. Dopo i suoi primi anni in Ohio, ricevette l'incarico di assistere il suo confratello, monsignor Richard Pius Miles, vescovo di Nashville. Prestò servizio inizialmente nella cattedrale di Nashville. Nel 1845 giunse a Memphis e l'anno seguente, quando la Provincia di San Giuseppe accettò l'invito del vescovo Miles di guidare una chiesa a Memphis ne divenne il primo superiore. Poco dopo venne nominato maestro dei novizi e nel 1848 il maestro generale Vincent Jandel lo nominò provinciale della Provincia di San Giuseppe.

### Ministero episcopale
Convocato a Roma per partecipare a una convocazione generale del suo ordine, all'inizio del 1850 salpò da New York. Al suo arrivò scoprì che il raduno era stato annullato. L'11 giugno 1850 si incontrò con il cardinale Giacomo Filippo Fransoni che lo informò che il 31 maggio papa Pio IX lo aveva nominato vescovo di Monterey. Inizialmente padre Alemany rifiutò la nomina. Il 16 giugno papa Pio IX lo ricevette in un'udienza privata e gli disse: "Devi davvero andare in California, non c'è alternativa, dove gli altri sono attratti dall'oro, devi andare a portare la croce, non riflettere su cosa dire o fare perché il Signore ti dirigerà al momento opportuno". A questo punto il domenicano accettò la nomina. Ricevette l'ordinazione episcopale il 30 giugno successivo nella basilica dei Santi Ambrogio e Carlo al Corso a Roma dal cardinale Giacomo Filippo Fransoni, prefetto della Congregazione di Propaganda Fide, coconsacranti il patriarca di Gerusalemme dei Latini Giuseppe Valerga e l'arcivescovo titolare di Traianopoli di Rodope Giovanni Domenico Stefanelli. Divenne il primo vescovo americano della California.
Prima di lasciare l'Europa, monsignor Alemany decise che avrebbe avuto bisogno dell'aiuto di una comunità di religiose per l'educazione dei bambini del suo nuovo territorio. Viaggiò e visitò vari conventi di suore domenicane. Quando arrivò a Parigi si recò andò al convento della Santa Croce e presentò la richiesta per cercare qualche suora volontaria. Trovò una recluta, suor Maria della Croce Goemaere, una novizia belga. Presto salpò con lei e con un confratello domenicano, Francis Sadoc Vilarrasa. Giunsero a San Francisco il 6 dicembre 1850. Suor Maria Goemaere fondò allora una comunità a Monterey che sarebbe diventato l'ordine domenicano di San Rafael.
Il 29 luglio 1853 papa Pio IX lo nominò arcivescovo metropolita di San Francisco. Alemany arrivò a San Francisco dove trovò tre parrocchie cattoliche istituite dai missionari: San Francesco d'Assisi nel 1776, San Francesco d'Assisi nel 1849 e San Patrizio nel 1851. Come arcivescovo, monsignor Alemany guidava quella che era diventata una diocesi multinazionale a causa del grande afflusso di persone nell'ambito della corsa all'oro californiana. Istituì parrocchie per le comunità italiane, irlandesi, francesi, tedesche e messicane nella città di San Francisco. Gli istituti religiosi cattolici furono molto attive durante il suo episcopato: la Compagnia di Gesù istituì l'Università di Santa Clara e l'Università di San Francisco, i Fratelli delle scuole cristiane presero in consegna il Saint Mary's College of California, le Suore di Nostra Signora di Namur fondarono a San Jose l'Università Notre Dame de Namur e le Suore dei Santi Nomi di Gesù e Maria fondarono a Oakland l'Università dei Santi Nomi. Nel 1851 lui e padre Vilarosa fondarono anche la Provincia dominicana del Santissimo Nome, le Suore Domenicane di San Rafael sempre nel 1851 e le Suore domenicane della missione di San Jose nel 1876.
Come vescovo di Monterey aveva presentato una petizione alla Commissione per la terra pubblica il 19 febbraio 1853 per ottenere il ritorno di tutte le terre di missione in California. Come arcivescovo di San Francisco, cercò di diventare proprietario di 1051,44 acri poiché (tutti gli scopi pratici sono l'esatta area di terra occupata dagli edifici di missione originali, cimiteri e giardini) e venne successivamente trasmessa alla Chiesa insieme alla Cañada de los Pinos (o College Rancho) nella contea di Santa Barbara che comprende 35 499,73 acri (143,6623 km²) e La Laguna nella contea di San Luis Obispo, costituita da 4157,02 ettari (16,8229 km²). La portata della sua autorità era ampia, poiché la diocesi di Monterey comprendeva in origine l'intera area dell'ex provincia messicana dell'Alta California, mentre l'arcidiocesi di San Francisco comprendeva tutto lo Stato della California a nord della baia di Monterey e nei territori che sarebbero diventati il Nevada e lo Utah. Tuttavia, monsignor Alemany desiderava tornare al lavoro missionario e chiese quindi la nomina di un vescovo coadiutore. Nel 1883 papa Leone XIII nominò coadiutore Patrick William Riordan.
Desiderò sempre servire come un semplice prete missionario e continuò a indossare l'abito bianco del suo ordine e ad aderire con le opere e lo spirito alla Regola di San Domenico per quanto era possibile al di fuori della vita comunitaria. Scrisse una biografia di San Domenico di Guzmán.
Partecipò al Concilio Vaticano I.

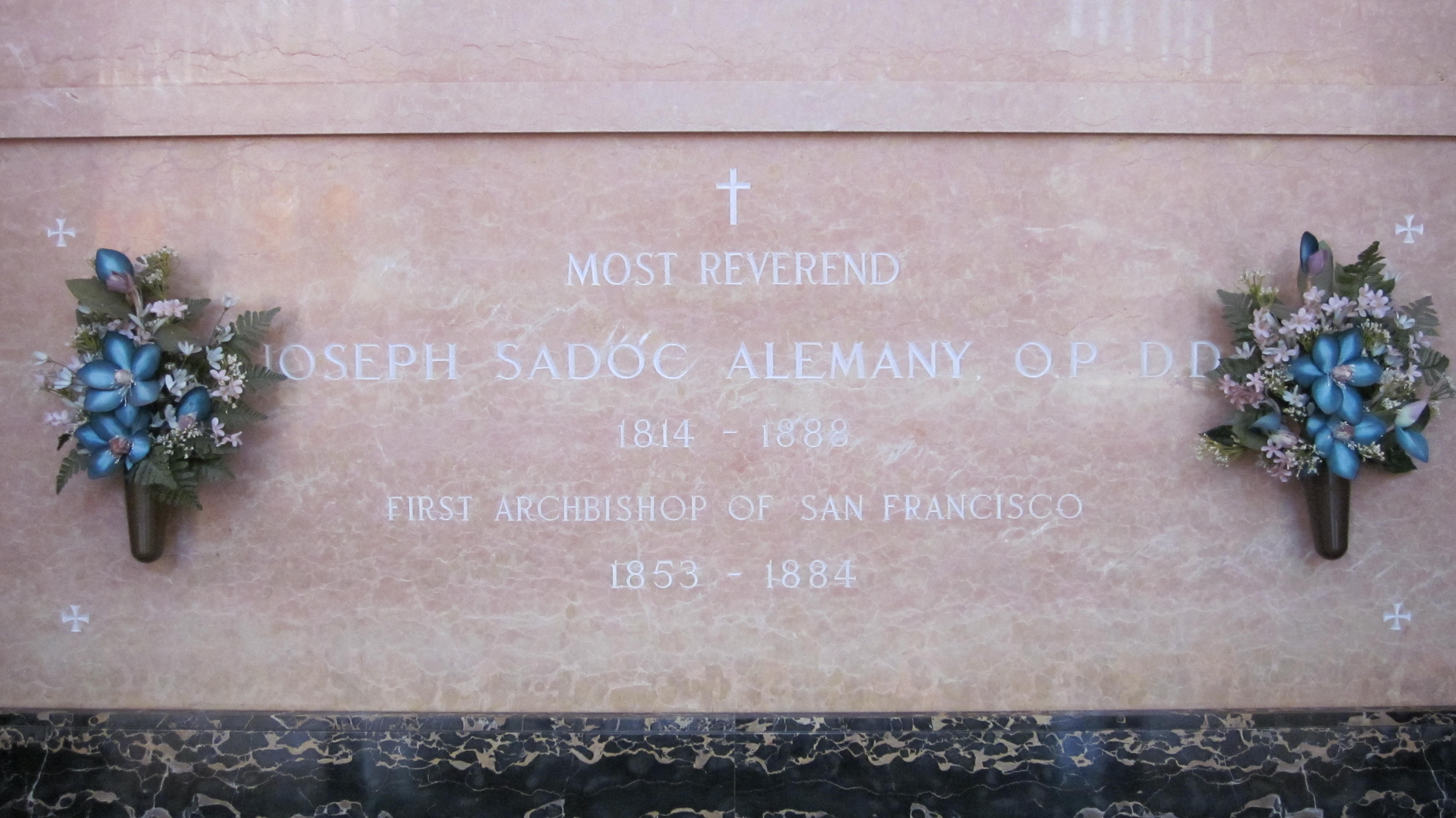
Tomba di monsignor José Sadoc Alemany y Conill nella cappella degli arcivescovi dell'Holy Cross Catholic Cemetery di Colma.

Il 21 dicembre 1884 papa Leone XIII accettò la sua rinuncia al governo pastorale dell'arcidiocesi. Il 20 marzo successivo lo stesso pontefice lo nominò arcivescovo titolare di Gortina. Nel maggio di quell'anno lasciò San Francisco e tornò in Catalogna. Lì si adoperò per riorganizzare la provincia domenicana di Aragona.
Morì a Valencia il 14 aprile 1888 all'età di 73 anni per una emorragia cerebrale. Inizialmente fu sepolto nella chiesa di San Domenico nella sua nativa Vic. Negli anni successivi vennero fatti diversi tentativi per trasportare i suoi resti in California. La guerra civile spagnola interruppe i piani ma la sua tomba fortunatamente sopravvisse dopo che la famiglia pensò di rimuovere la lapide per evitare possibili profanazioni. L'idea originaria era quella di seppellirlo nella cappella del Collegio di Sant'Alberto Magno presso la Casa di studi domenicani di Oakland. I suoi parenti in un primo momento non concessero il permesso per tale trasferimento, a meno che non fosse avviato un processo di beatificazione. Nel 1965, i suoi resti vennero riesumati e riportati a San Francisco. Dopo una messa funebre presieduta dall'arcivescovo Joseph Thomas McGucken nella vecchia cattedrale dell'Immacolata Concezione la salma fu tumulata nella cappella degli arcivescovi dell'Holy Cross Catholic Cemetery di Colma.
Gli sono intitolati la Alemany Boulevard e la Alemany Maze a San Francisco, la Bishop Alemany High School a Mission Hills e l'Archbishop Alemany Library dell'Università domenicana della California a San Rafael.

## Genealogia episcopale e successione apostolica
La genealogia episcopale è:
- Cardinale Scipione Rebiba
- Cardinale Giulio Antonio Santori
- Cardinale Girolamo Bernerio, O.P.
- Arcivescovo Galeazzo Sanvitale
- Cardinale Ludovico Ludovisi
- Cardinale Luigi Caetani
- Cardinale Ulderico Carpegna
- Cardinale Paluzzo Paluzzi Altieri degli Albertoni
- Papa Benedetto XIII
- Papa Benedetto XIV
- Papa Clemente XIII
- Cardinale Bernardino Giraud
- Cardinale Alessandro Mattei
- Cardinale Pietro Francesco Galleffi
- Cardinale Giacomo Filippo Fransoni
- Arcivescovo José Sadoc Alemany y Conill, O.P.

La successione apostolica è:
- Vescovo Louis Aloysius Lootens (1868)
- Vescovo Patrick Manogue (1881)
- Vescovo Bernard Hermann Koeckemann, SS.CC. (1881)